# リポ・カプセルビタミンC
リポ・カプセルビタミンC（Lypo- C）は、日本で初めて製品化されたリポソームビタミンCサプリメント。体内利用効率を高めることを目指して開発され、株式会社スピックが製造・販売を行う。

## 概要
株式会社スピックが、取引先の美容クリニックや美容サロンなどの現場の声や要望を吸い上げて開発・製造し、2015年1月から発売。 2021年の1年間のEC売上高は、前年比24%増の18億5800万円だった。 
人間の体では生成できないビタミンCを摂取する方法には、「食事」「サプリメント」「高濃度ビタミンC点滴」の3つがあるが、サプリメントで補給しても吸収されにくく、その多くが体外に排出されてしまう傾向にある。また、摂取量が増えれば増えるほど、吸収量が減ってしまうという特徴も持つ。 
そこでビタミンCをリポソーム化することで、ビタミンCの吸収率を高めることを目指して本製品を開発。リポソーム化とは、リン脂質でできたカプセルの中に栄養成分を閉じ込めること。細胞膜と同じ構造のカプセルで包み込むことで、口からの摂取でも高い吸収率となるよう目指している。消化液の影響や酸化から保護することができ、すぐに消化管に運ばれて、直ちに小腸から吸収されるという特徴がある。 
世界的基準において高品質で安全性の高いビタミンCと定評のある、スコットランド産のビタミンC「Quali®-C」を使用。高品質な日本製にこだわり、国内のGMP（Good Manufacturing Practice の略で「適正製造規範」のこと）認定工場にて製造している。
海外製のリポソームビタミンCの中にはベトッとしたタイプもあるが、本製品はサラサラの液状タイプで、100nm（ナノメートル）均一で超微細なリポゾームを使用しており、水に拡散しやすく、また、体のすみずみまで浸透しやすくなっている。 

## リポソーム化されたビタミンCと、通常のビタミンCの違い
リポソーム化されたビタミンC（リポソームビタミンC）は、人工的に作られた細胞膜と同じ構造の脂溶性カプセルに包み込まれたビタミンCのこと。
通常のビタミンCは水溶性のため、速やかに血液中に溶け出し、使用されなかったビタミンCは尿として体外に排出される。リポソームビタミンCは脂溶性のため、血液中に溶け出す速度が遅くなり、比較的長期間、血液中ビタミンC濃度を高く保つことができる。 

## 飲み方
食品として、1日1～3包を目安に摂取する。液状のためそのままでも摂取できるが、ビタミンCの摂取に不要な糖などを使用しておらず、リポソームを維持するクエン酸ナトリウムの味 (海水のような味) がするため、水や果汁飲料などと一緒に摂取するほうが飲みやすい。
公式サイトでは、一定の基準に基づく認定レシピを掲載しており、グリーンティー、トマトジュース、スパークリングウォーター、甘酒、豆乳ヨーグルトなど多様な飲み方を提案している。 
どの時間帯に飲んでも血中のビタミンＣ濃度向上は期待できるが、空腹時がより効果的とされる。朝や就寝時に飲む人が多い。疲労がある場合やストレスが多くある場合、風邪をひきやすい場合、喫煙習慣がある等の場合は摂取量を増やしても良い。 

## 主な愛用者
（この節の出典）
- 田中みな実
- 冨永愛
- 小嶋陽菜
- 神崎恵
- 君島十和子

## 受賞歴
- 2023年（令和5年）
  - 宝島社「InRed」2023年9月号「ヘルシー＆ビューティ大賞」受賞
  - 角川春樹事務所「美人百花」2023年9月号「なんでもアワード2023」愛用している美容サプリ部門3位